# 줄 바꿈 규칙
줄 바꿈 규칙은 출판이나 인쇄, 컴퓨터의 워드 프로세서 등에서 사용하는 용어로, 글의 줄을 바꾸는 것에 관한 규칙을 말한다. 일본어 용어인 금칙처리(禁則處理, 일본어: 禁則処理)라는 말도 쓰인다.
글에서 쓰이는 몇몇 문자나 문장 부호, 기호, 숫자 등은 줄의 양 끝에 위치하면 알아보기 힘들거나 내용을 오해할 수 있게 된다. 또 몇몇 낱말이나 수의 표기 중간에 줄이 나뉘어서 끊어지는 경우에도 그렇다. 이러한 글을 알맞게 다듬어서 보기 좋고 전달이 쉽도록 하기 위해 줄 바꿈 규칙을 사용한다.
줄 바꿈 규칙은 대체로 동아시아 언어, 특히 한자의 영향을 많이 받은 한국어, 중국어, 일본어 세 언어의 경우에 그 규칙 사항이 많다. 특히 일본어는 JIS 표준에 줄 바꿈 규칙이 제정되어 있다.
유니코드 표준 부속서 중 하나인 UAX 14 : 유니코드 줄 바꿈 알고리즘에서는 유니코드에 포함된 모든 문자에 대한 자세한 줄바꿈 규칙을 정의하고 있다. 특정 언어가 이 규정과 다른 줄 바꿈 규칙을 쓴다면 언어별 맞춤 규칙을 만들어 쓸 수 있다. 현재, CLDR(Common Resource Locale Repository)에는 핀란드어와 히브리어에 대한 맞춤 줄 바꿈 규칙이 정의되어 있다. UAX 14는 ICU 보관됨 2021-03-01 - 웨이백 머신 등 국제화 라이브러리에서 구현되어 있다. 따라서, ICU를 쓰는 웹키트 포트 (사파리, 구글 크롬, 안드로이드 브라우저)에서 웹 페이지를 표시할 때 UAX 14를 쓴다.

## 줄 바꿈 규칙의 종류

### 줄 바꿈 강제 규칙
줄 바꿈 강제 규칙은 보통 문서 제작자가 지정하며, 상황에 따라 바뀐다.
- 지정 폭 줄 바꿈 : 줄이 지정된 폭에 다다르면 줄을 바꾸는 규칙이다.
- 지정 문자 줄 바꿈 : 지정된 문자나 기호가 나타나면 줄을 바꾸는 규칙이다.

### 줄 바꿈 금지 규칙
줄 바꿈 금지 규칙은 여러 표준에 미리 지정되어 있으나, 문서 제작자가 상황에 따라 바꿀 수 있다.
- 줄머리 금지 규칙 (행두금칙) : 줄의 처음에 놓으면 안 되는 규칙이다. 처음에 나올 경우 이전 줄로 당겨서 줄의 끝에 오게 한다. 주로 문장을 끝내는 기호나 닫는 괄호가 해당된다.
- 줄끝 금지 규칙 (행말금칙) : 줄의 끝에 놓으면 안 되는 규칙이다. 끝에 올 경우 다음 줄로 밀어서 줄의 처음으로 나오게 한다. 주로 문장을 시작하는 기호나 여는 괄호가 해당된다.
- 나눔 금지 규칙 (분리금칙) : 개체의 중간에 줄 바꿈이 생겨서 둘로 나뉘면 안 되는 규칙이다. 나뉠 경우 이전 줄이나 다음 줄로 넣는다. 주로 숫자나 수사(數詞)가 해당된다.

## 한국어의 줄 바꿈 규칙
오피스 오픈 XML에서 지정한 한국어의 줄 바꿈 금지 규칙은 다음과 같다.
- 줄머리 금지 문자 : !%),.:;?]}¢°’”†‡°C〆〈《「『〕！%），．：；？］｝｟ 등
- 줄끝 금지 문자 : $([\{£¥‘“々〇〉》」〔$（［｛｠¥₩ #등

### 줄 바꿈과 관련된 한국 표준
- KS X ISO/IEC 26300:2007은 한국의 개방형문서 표준이다. 여기에는 줄을 바꿀 때의 하이픈 삽입에 관한 사항이 규정되어 있다.[3]
- KS X 6001은 한국어 워드 프로세서 상호 교환용 중간 파일의 명세를 규정하는 표준이다. 여기에는 쪽 끝에서의 줄 바꿈에 관한 사항이 있다.[4]

## 일본어의 줄 바꿈 규칙
일본어는 일본 산업 규격 JIS X 4051로 줄 바꿈 규칙을 표준화하였으며, 이를 긴소쿠쇼리(일본어: 禁則処理)라고 한다. 여기에는 줄머리 금지 규칙, 줄끝 금지 규칙, 나눔 금지 규칙 및 기타 일본어 문서를 처리하는 여러 사항이 규정되어 있다.
오피스 오픈 XML에서 지정한 일본어의 줄 바꿈 금지 규칙은 다음과 같다.
- 줄머리 금지 문자 : !%),.:;?]}¢°’”‟†‡°C、。〄〆〈《「『〕゛゜ゝゞ・ゝゞ！%），．：；？］｝｡｣､･ﾞﾟ｟ 등
- 줄끝 금지 문자 : $([\{£¥‘“々〇〉》」〔$（［｛｢｠¥ 등

## 중국어의 줄 바꿈 규칙
오피스 오픈 XML에서 지정한 중국어의 줄 바꿈 금지 규칙은 다음과 같다.

### 간체
- 줄머리 금지 문자 : !%),.:;>?]}¢¨°·ˇˉ―‖’”„‟†‡›°C∶、。〃〆〈《「『〕〗〞︵︹︽︿﹃﹘﹚﹜！＂%＇），．：；？］｀｜｝～｟ 등
- 줄끝 금지 문자 : $(*,£¥·‘“〈《「『【〔〖〝﹗﹙﹛$（．［｛£¥ 등

### 번체
- 줄머리 금지 문자 : !),.:;?]}¢·–— ’”•‥„‧ †╴ 、。〆〈《「『〕〞︰︱︲︳︵︷︹︻︽︿﹁﹃﹏﹐﹑﹒﹓﹔﹕﹖﹘﹚﹜！），．：；？］｜｝､ 등
- 줄끝 금지 문자 : ([{£¥‘“‵々〇〉》」〔〝︴︶︸︺︼︾﹀﹂﹗﹙﹛（｛ 등

## 같이 보기
- 출판
- 탁상출판
- 워드 프로세서
- 타이포그래피
- 자동 줄 바꿈
- 줄 바꿈 방지 공백